# Ilybius bipunctatus
Ilybius bipunctatus är en skalbaggsart som först beskrevs av Otto Friedrich Müller 1764.  Ilybius bipunctatus ingår i släktet Ilybius och familjen dykare. Inga underarter finns listade i Catalogue of Life.